# Anita Smits
Adriana Gerarda Antonia Maria (Anita) Smits (Oirschot, 22 mei 1967) is een Nederlands boogschutter.
Smits schiet met een recurveboog. Ze debuteerde met Jacqueline van Rozendaal op de Olympische Spelen van 1988 in Seoel. Ze behaalde in de individuele rondes de 43e plaats met 1203 punten.